# Корягин, Глеб Андреевич
Глеб Андреевич Корягин (род. 6 августа 1994, Москва) — российский хоккеист, защитник.

## Биография
Начинал заниматься хоккеем в 1999 году в школе «Динамо» Москва, первый тренер Александр Филиппов. В 2008 году перешёл в школу «Витязь», в 2010 в — «Крылья Советов», чьим выпускником является. В сезоне 2011/12 играл за молодёжную команду «Окленд Гризлиз». В 2012 году заключил двухлетний двусторонний контракт с «Динамо». Сезон 2012/13 отыграл в команде МХЛ ХК МВД (Балашиха). В КХЛ дебютировал 4 сентября 2013 в матче с челябинским «Трактором». 18 апреля 2014 года продлил контракт на два года.
16 мая 2016 года был обменян на денежную компенсацию в тольяттинскую «Ладу». Провёл в сезоне 46 матчей и был обменян обратно. 19 июля 2017 года подписал односторонний двухлетний контракт. 30 августа 2018 года расторг контракт по обоюдному согласию и перешёл в хабаровский «Амур». Провёл за команду пять сезонов, в сезоне 2021/22 из-за травмы верхней части тела и перенесённой операции сыграл только 11 матчей. 1 мая 2023 года перешёл в «Сочи».